# Puits des Anglais
 (mai 2023).
Si vous disposez d'ouvrages ou d'articles de référence ou si vous connaissez des sites web de qualité traitant du thème abordé ici, merci de compléter l'article en donnant les références utiles à sa vérifiabilité et en les liant à la section « Notes et références ».
Le puits des Anglais est un site qui se trouve au Baril, dans la ville de Saint-Philippe dans le Sud sauvage de l’île de La Réunion, département d’Outre-Mer français, dans l’océan Indien.

## Le puits
Ce puits a été construit au XIXe siècle sous les ordres de Joseph Hubert, un scientifique, botaniste, naturaliste, autodidacte réunionnais. En effet, il a été creusé dans la lave du volcan (du piton de la Fournaise) de 1813 à 1822. Celui-ci  avait pour but de recueillir l’eau douce dévalant les pentes du volcan pour permettre aux Saint-Philippois d’y avoir accès avant  l’apparition de l’eau courante.

### Origine du nom
Le nom puits des Anglais vient d’une légende[réf. nécessaire] racontant que lorsque  les esclaves de Joseph Hubert ont construit ce puits, un trésor a été déposé au fond de ce dernier par des Anglais qui occupaient l’île à cette époque. Selon l'anecdote, le trésor serait une boite contenant huit pièces de monnaie (une roupie, une pièce de cinq franc, un louis d’Or et cinq Piastres d’Espagne).

### Site touristique
Actuellement (non loin du puits), on trouve la seule piscine naturelle mêlant eau douce et eau de mer de l’île. Cependant celle-ci n’est plus utilisée, bien qu’elle a été réhabilitée en 2009. Par ailleurs, selon la région de La Réunion, elle devrait être réaménagée de 2013 à 2015[réf. nécessaire] afin d’accueillir de nouveau des baigneurs.

#### Fréquentation
Ce lieu de détente est très visité. En effet, de nombreuses familles ou des groupes d’amis viennent pique-niquer le week-end et pendant les vacances puisque les paysages sont magnifiques et que  l’endroit est propice à la confection et la dégustation  d'apéritifs, de plats et de desserts créoles (bonbon piment, carry poulet, rougail saucisse, rougail morue, gratin de chouchou, gâteau patate, Bonbon miel...  ) grâce aux équipements mis en place, tels que les barbecue, les kiosques... Il y a même un restaurant pour ceux qui n’ont pas prévu leur repas.

### Flore et faune
Le puits des Anglais est également un site très verdoyant. On y trouve des cocotiers, des filaos et une multitude de vacoas sur l’immense pelouse (de gazon et de Zoysia tenuifolia) aussi bien que sur les bords des côtes rocheuses volcaniques (issues des coulés de lave)  dont la couleur est d’un noir vif. Il est également possible d’écouter le bruit de la mer et des vagues, mais aussi le chant de quelques volatiles : des moineaux, des paille-en-queue et des martins tristes.

## Galerie

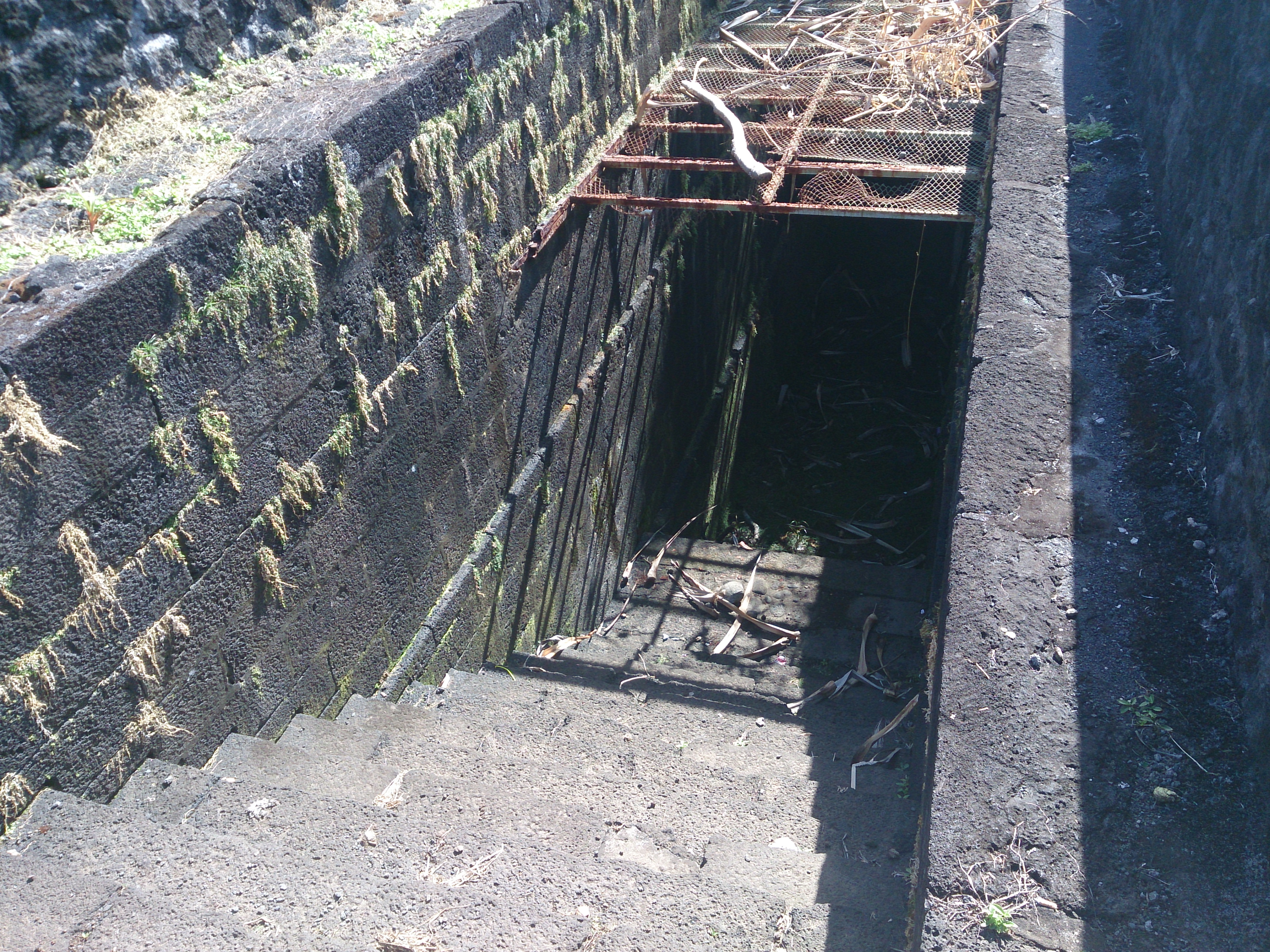
Puits des Anglais
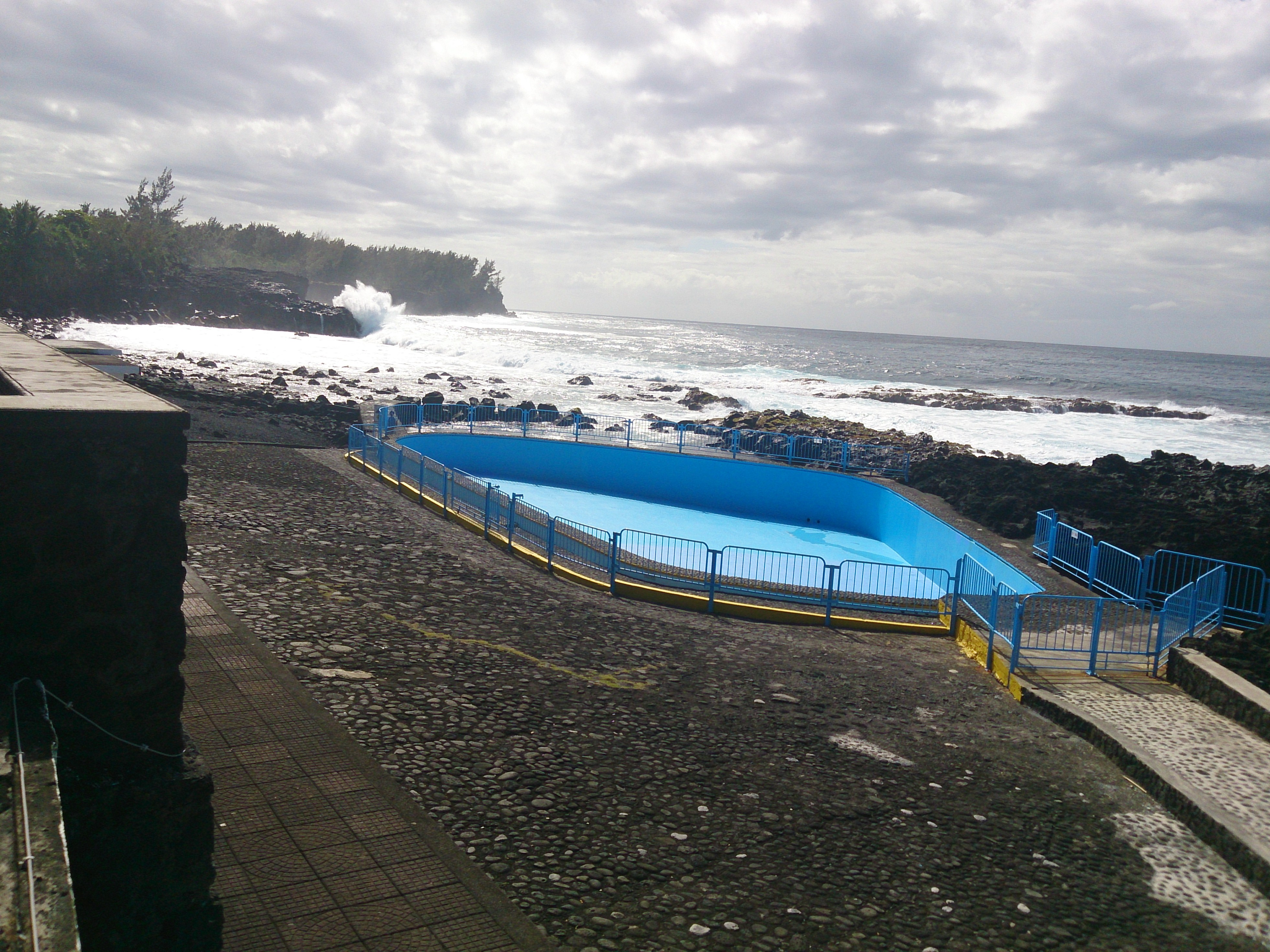
Piscine
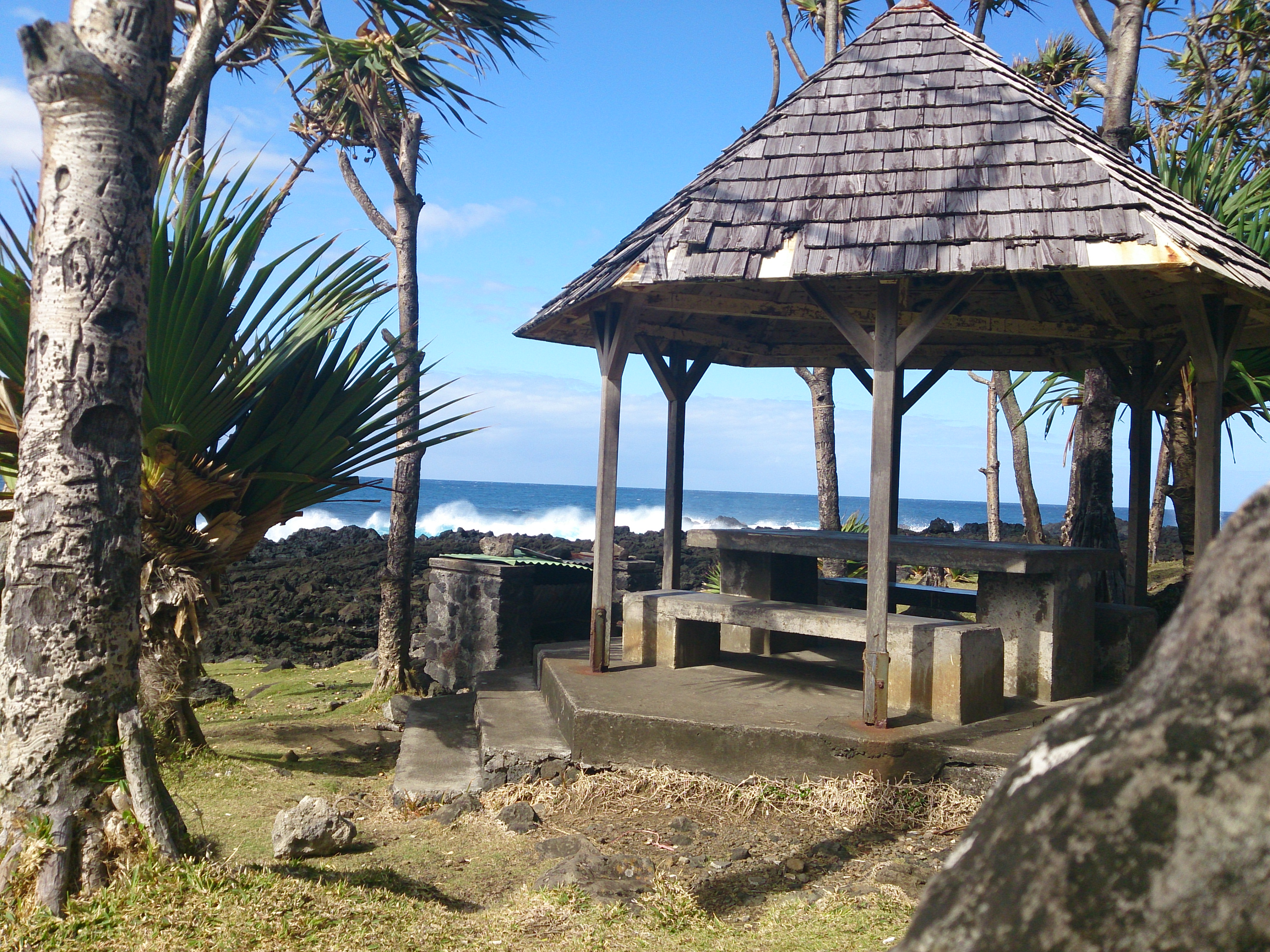
Kiosque et barbecue
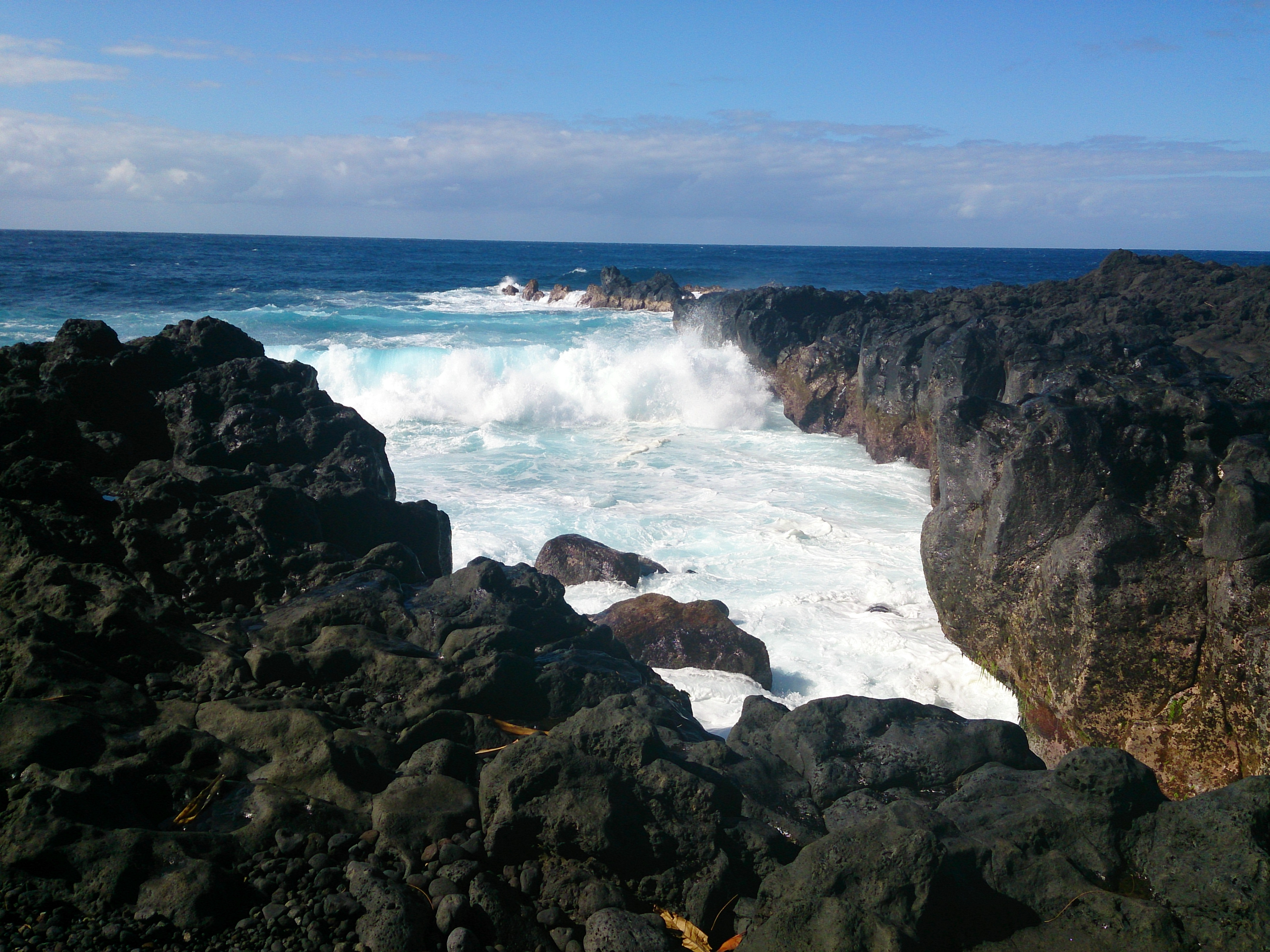
Mer puits des Anglais
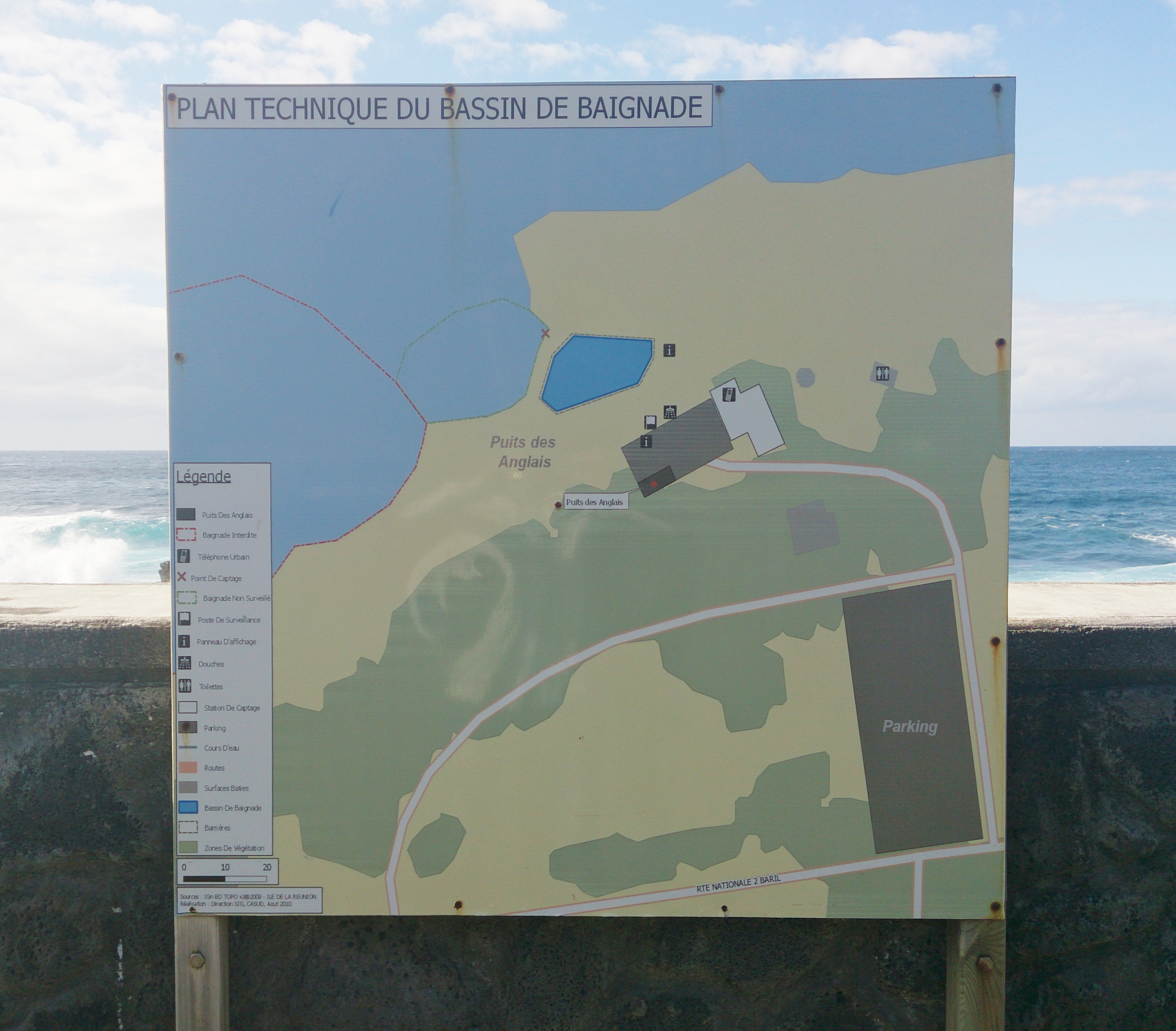
Plan du puits des Anglais
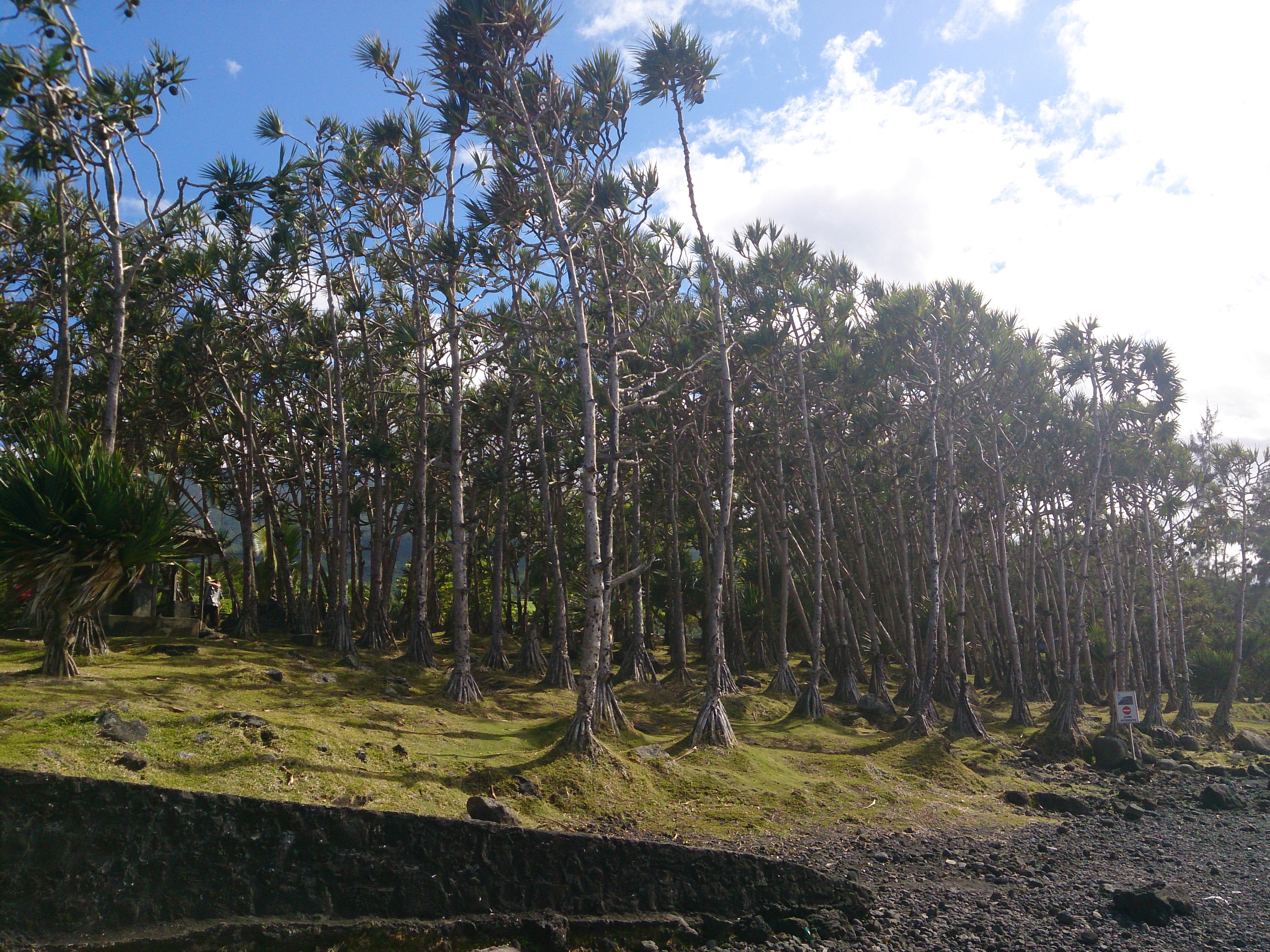
Une multitude de vacoas
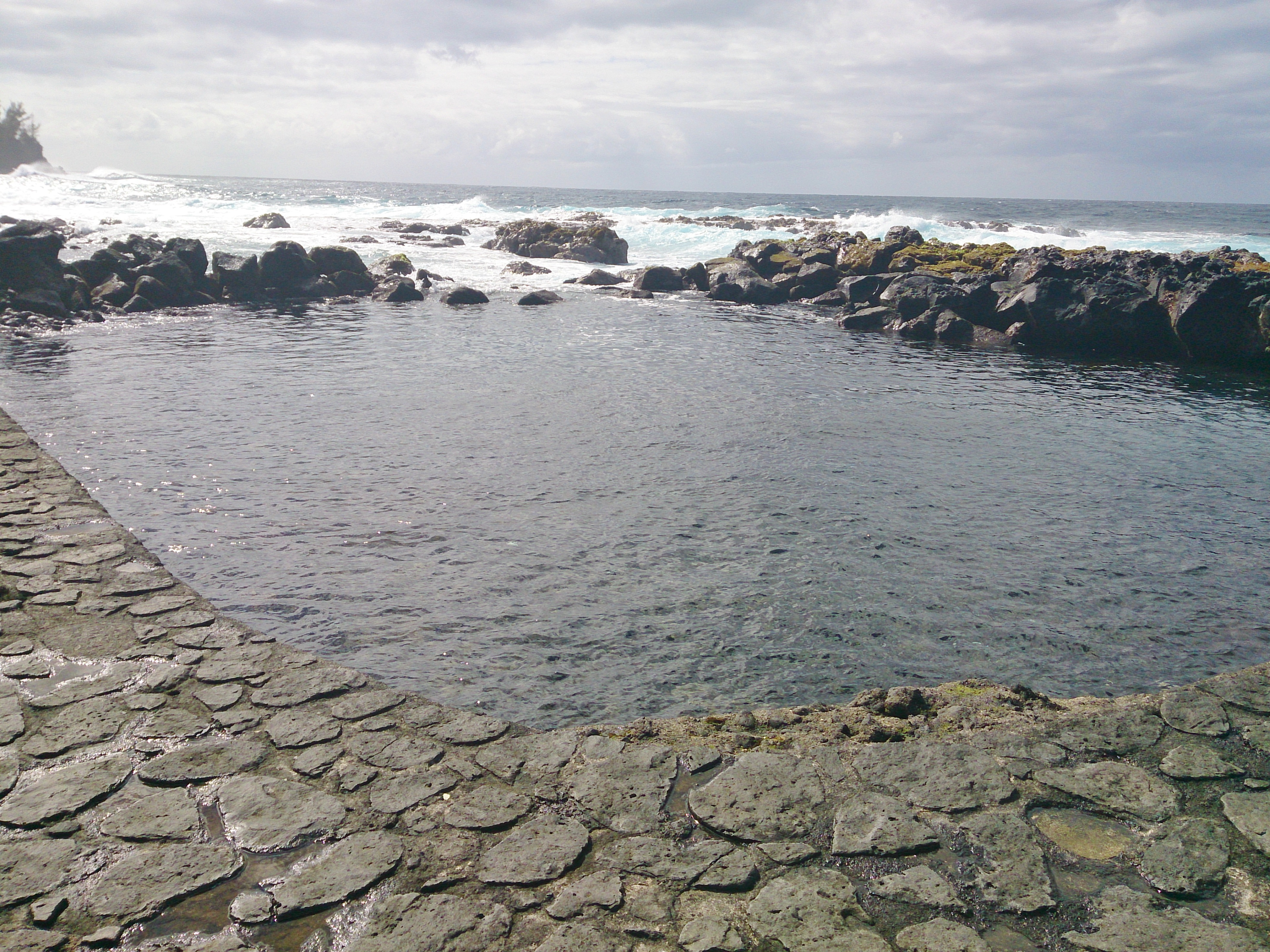
Bassin qui se trouve près de la piscine